# Staf Aerts
Staf Aerts (Duffel, 8 september 1981) is een Belgisch politicus, eerst voor Spirit/Vl.Pro/SLP en daarna voor Groen.

## Biografie
Aerts werd in 2003 licentiaat in de politieke wetenschappen aan de Universiteit Gent en voltooide in 2004 een aanvullende studie in internationaal en Europees recht aan de Vrije Universiteit Brussel.
Van 2005 tot 2006 was hij als stafmedewerker werkzaam bij Prego, de jongerenafdeling van de politieke partij Spirit. Daarna was hij van 2006 tot 2007 parlementair medewerker van Spirit-senator Lionel Vandenberghe. Vervolgens werkte hij dertien jaar lang als mobiliteitsadviseur voor de provincie Antwerpen en was hij van 2020 tot 2021 projectleider verkeersplanning bij MINT, een adviesbureau gespecialiseerd in mobiliteit. Daarnaast was hij van 2019 tot 2021 zelfstandig participatieconsultant bij de coöperatieve vennootschap Levuur, dat zich bezighoudt met participatie. 
Sinds januari 2007 is Aerts gemeenteraadslid van Duffel. Hij zetelde eerst voor Spirit en opvolgers Vl.Pro en SLP, maar nadat die partij in 2009 opging in Groen, zetelde hij drie jaar als onafhankelijke in de gemeenteraad, tot hij in februari 2012 overstapte naar Groen. Van januari 2013 tot december 2018 was Aerts eerste schepen in Duffel, bevoegd voor mobiliteit, openbare werken, patrimonium, communicatie en wijkwerking, en vanaf januari 2016 was hij ook voorzitter van de Duffelse gemeenteraad.
Bij de Vlaamse verkiezingen van mei 2019 stond Aerts als eerste opvolger op de Groen-lijst voor de kieskring Antwerpen. In mei 2021 legde hij de eed af als lid van het Vlaams Parlement, als opvolger van Staf Pelckmans. Hij werd vast lid van de commissie voor Buitenlands Beleid, Europese Aangelegenheden, Internationale Samenwerking en Toerisme en vast lid van de commissie voor Leefmilieu, Natuur, Ruimtelijke Ordening en Energie, alsook vanaf oktober 2022 lid van de commissie Binnenlands Bestuur, Gelijke Kansen en Inburgering.
In juni 2024 kreeg Aerts de tweede plaats toegewezen op de Antwerpse Groen-lijst voor de Kamer van volksvertegenwoordigers. Hij raakte verkozen met 7.290 stemmen. Aerts werd als Kamerlid lid van de commissies Landsverdediging en Mobiliteit en Overheidsbedrijven, evenals voorzitter van de commissie voor de controle op legeraankopen en -verkopen.